# Tufft Nunatak
Tufft Nunatak är en nunatak i Antarktis. Den ligger i Västantarktis. Argentina, Chile och Storbritannien gör anspråk på området. Toppen på Tufft Nunatak är 201 meter över havet.
Terrängen runt Tufft Nunatak är varierad. En vik av havet är nära Tufft Nunatak åt sydost. Trakten är obefolkad. Det finns inga samhällen i närheten.